# Hidenori Mago
Hidenori Mago (japanisch 真子 秀徳 Mago Hidenori; * 3. August 1982 in der Präfektur Fukuoka) ist ein ehemaliger japanischer Fußballspieler.

## Karriere
Mago erlernte das Fußballspielen in der Universitätsmannschaft der Pädagogischen Hochschule Fukuoka. Seinen ersten Vertrag unterschrieb er 2005 bei Sagawa Express Osaka (Sagawa Shiga FC). Der Verein spielte in der dritthöchsten Liga des Landes, der Japan Football League. 2009 wechselte er zum Zweitligisten Fagiano Okayama. Für den Verein absolvierte er 86 Ligaspiele. Ende 2014 beendete er seine Karriere als Fußballspieler.